# Brasão de armas da Libéria
O brasão de armas da Libéria consiste de um escudo com uma imagem de um navio do século XIX a chegar à Libéria. O navio simboliza os navios que trouxeram dos Estados Unidos para a Libéria os escravos livres. Sobre o escudo está o lema nacional da Libéria que se lê: O amor à liberdade trouxe-nos aqui, e sob o escudo lê-se noutro listel o nome oficial do país; República da Libéria.
O carro de mão e a pá simbolizam a dignidade do trabalho e esforço através dos quais a nação prosperará. O sol nascente no horizonte representa o nascimento de uma nação. A palmeira, a fonte de alimento mais versátil, representa prosperidade.
A pomba branca com um pergaminho simboliza o sopro da paz.